# Cicurina travisae
Cicurina travisae är en spindelart som beskrevs av Willis J. Gertsch 1992. Cicurina travisae ingår i släktet Cicurina och familjen kardarspindlar. Inga underarter finns listade i Catalogue of Life.